# 신칸센 E8계 전동차
신칸센 E8계 전동차(일본어: 新幹線E8系電車)는 동일본여객철도에서 운행 예정인 미니 신칸센 차량으로 최고 영업 속도는 시속 300km를 설계를 목적으로 2022년에 제작을 시작으로, 2024년부터 도호쿠 신칸센, 야마가타 신칸센 노선에 도입될 차량으로 2026년까지 E3계 차량을 대체하는 목적으로 개발하고 있다. 제작은 가와사키 중공업이 담당하고, 디자인은 일본의 디자이너인 오쿠야마 켄이다.
MT비의 경우 E6계와 동일하나, 기존 모델인 E3계 모델보다 전두부가 길며, 편성 정원의 경우 355명으로 E6계보다 많다. 도입 시 17편성 119량이 도입될 예정이다. 2023년 1월, 센다이항에서 첫 편성인 G1 편성이 공개되었다. 2024년 3월 16일 다이야 개정으로 운행이 개시되었다.
편의 시설의 경우 모든 객실에 대형 수화물 보관소, 전원 콘센트, 와이파이를 설치되고, 기존 모델과 달리 객실 통로에 CCTV가 설치되며, 배리어프리 정책에 맞춰 휠체어 공간을 추가될 예정이다. 또한 도호쿠 신칸센 구간에 E5계・H5계와 마찬가지로 최고 속도는 기존 모델인 E3계의 속도인 275km/h에서 300km/h로 상향될 예정이다. 1편성당 305억원이 들어갈 예정이다.

## 객차 구성
- 전 편성 12호차와 14호차에 팬터그래프가 존재한다.

| 호차 | 11   | 12   | 13   | 14       | 15   | 16   | 17  |
| ---- | ---- | ---- | ---- | -------- | ---- | ---- | --- |
| 명칭 | Msc  | T1   | M1   | M2       | M3   | T2   | Mc  |
| 번호 | E811 | E828 | E825 | E825-100 | E827 | E829 | 821 |
| 좌석 | 26   | 36   | 66   | 62       | 62   | 58   | 42  |

## 현황
2026년까지 도입될 예정으로, 가독성을 높이기 위해 현재 운행 중인 차량은 굵은 글씨로 표시했다.
| 차호  | 도입 시기            | 운행 중단 시기 | 비고 |
| ----- | -------------------- | -------------- | ---- |
| G1호  | 2023년               | 운행 중        |      |
| G2호  | 2023년               | 운행 중        |      |
| G3호  | 2024년               | 운행 중        |      |
| G4호  | 2024년               | 운행 중        |      |
| G5호  | 2024년               | 운행 중        |      |
| G6호  | 2024년               | 운행 중        |      |
| G7호  | 2024년               | 운행 중        |      |
| G8호  | 2024년               | 운행 중        |      |
| G9호  | 2024년               | 운행 중        |      |
| G10호 | 2025년               | 시운전 중      |      |
| G11호 | 2025년               | 시운전 중      |      |
| G12호 | 2025년 ~ 2026년 예정 | 제작 예정      |      |
| G13호 | 2025년 ~ 2026년 예정 | 제작 예정      |      |
| G14호 | 2025년 ~ 2026년 예정 | 제작 예정      |      |
| G15호 | 2025년 ~ 2026년 예정 | 제작 예정      |      |
| G16호 | 2025년 ~ 2026년 예정 | 제작 예정      |      |
| G17호 | 2025년 ~ 2026년 예정 | 제작 예정      |      |